# Bulevardul Regele Ferdinand
 (novembre 2019).
Si vous disposez d'ouvrages ou d'articles de référence ou si vous connaissez des sites web de qualité traitant du thème abordé ici, merci de compléter l'article en donnant les références utiles à sa vérifiabilité et en les liant à la section « Notes et références ».

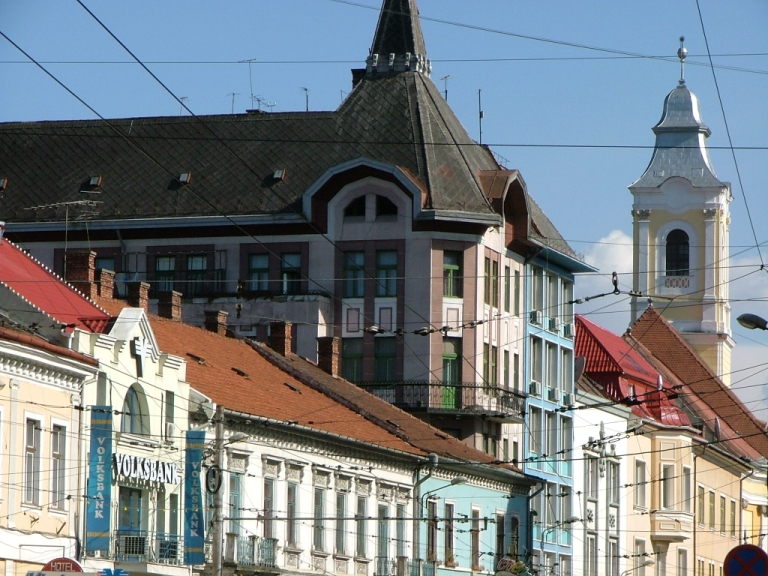
Bâtiments du Boulevard Regele Ferdinand

Bulevardul Regele Ferdinand en français : « Le Boulevard Regele Ferdinand » est l'une des principales artères commerciales de Cluj-Napoca.

## Situation et accès

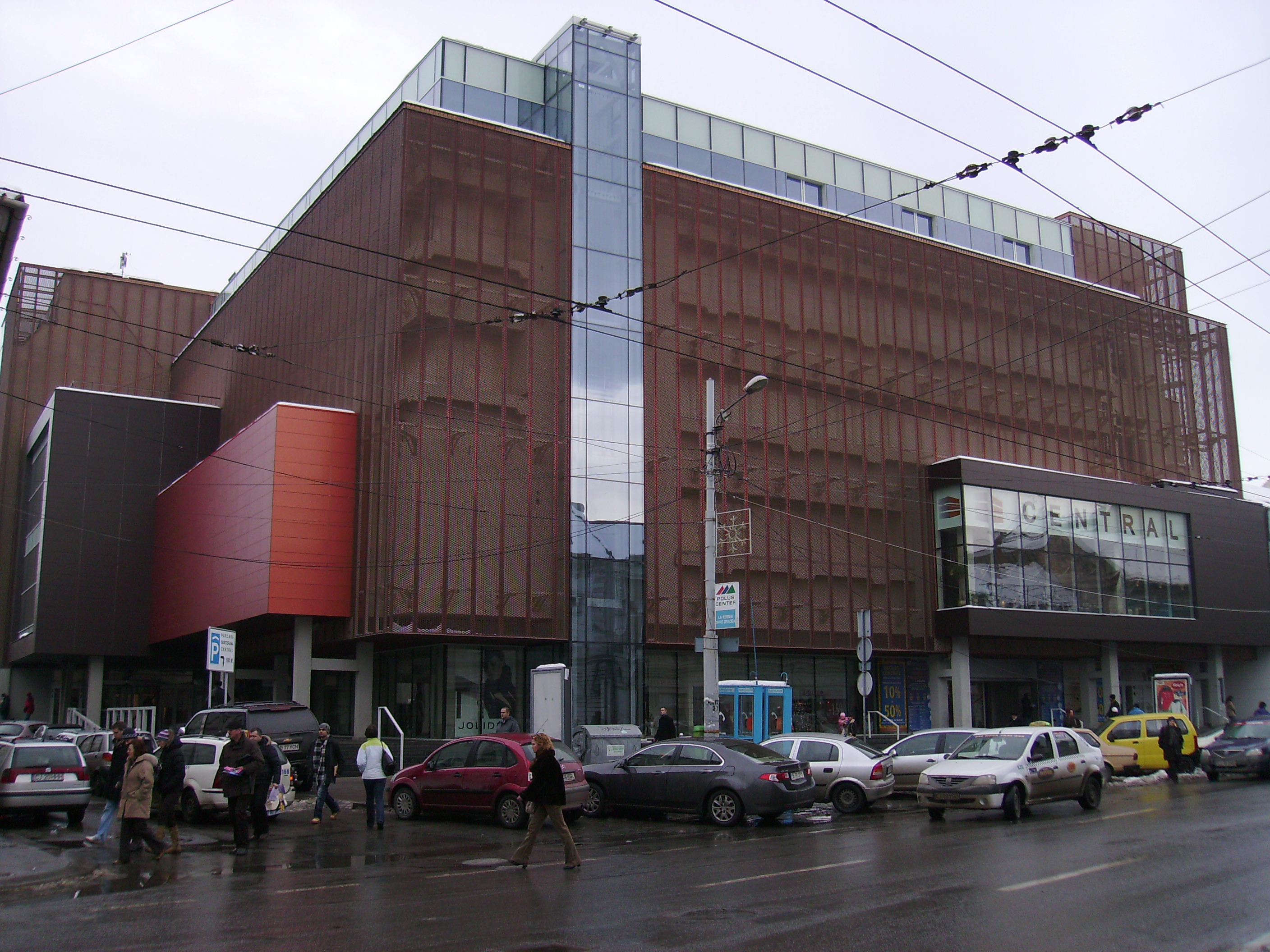
Centre commercial Central

Situé au centre-ville de Cluj-Napoca, Bulevardul Regele Ferdinand relie sur l'axe sud-nord deux des places principales de la ville, la place de l'Union et la Place Mihai Viteazul. Au sud, au carrefour avec le Boulevard 21 Decembrie 1989, le boulevard Regele Ferdinand est délimité par la place de l'Union alors qu'au nord il est délimité par le cours de Someșul Mic et il fait la jonction avec le Boulevard Horea. 

## Origine du nom
La voie rend hommage à Ferdinand Ier (1865-1927), roi de Roumanie de 1914 à 1927, connu pour avoir mené le pays à la victoire pendant la Première Guerre mondiale et pour l'unification des territoires roumains.

## Historique
Au fil du temps, l'avenue a changé de nom à plusieurs reprises. Ainsi, à l'époque médiévale la rue s'appelait Platea Pontis (la rue du pont en latin), parce que la rue amenait au pont qui traversait la rivière. À partir de 1848, la rue porta le nom du révolutionnaire hongrois Wesselenyi Miklos et de 1923 à 1949 elle fut nommée Calea Ferdinand, d'après le roi des roumains. De 1940 au 1945, pendant l'occupation hongroise de la Transylvanie, la rue reprit le nom de Wesselenyi. Au cours de l'époque communiste, la rue fut nommée Gheorghe Doja, selon le dirigeant d'une révolte paysanne de la fin du Moyen Âge. Le boulevard prit le nom de Regele Ferdinand en 1999.
À part le centre commercial Central, le boulevard abrite aussi plusieurs boutiques de grandes marques, dont Kenvelo, Lee Cooper, Quiksilver, ECCO, Lotto, Guess etc.

## Bâtiments remarquables et lieux de mémoire
La plupart des édifices du boulevard datent du XVIIIe siècle et du XIXe siècle.
- Palais Babos
- Palatul Poștei
- Palais Széki
- Musée de la Pharmacie